# Mark Valley

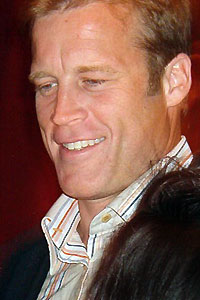
Mark Valley (2008)

Mark Thomas Valley (* 24. Dezember 1964 in Ogdensburg, New York) ist ein US-amerikanischer Schauspieler.

## Leben
Nach dem Abschluss seiner Ausbildung an der Militärakademie in West Point 1987 war Valley anschließend für fünf Jahre in Deutschland, und dort hauptsächlich in Berlin, stationiert. Seitdem spricht er fließend Deutsch. Während seiner Militärlaufbahn nahm er auch am Zweiten Golfkrieg teil.
In Berlin wurde er von einem Castingagenten entdeckt und erhielt 1992 seine erste Rolle in der McEwan-Verfilmung …und der Himmel steht still von John Schlesinger.
Valley hat eine 1987 geborene Tochter. Im Dezember 2008 heiratete Valley seine Schauspielkollegin Anna Torv, die in der Serie Fringe – Grenzfälle des FBI seine Partnerin darstellte. Im April 2010 wurde bekannt, dass beide inzwischen voneinander getrennt leben.

## Werk
Die Rolle des Jack Deveraux, die Valley in der amerikanischen Seifenoper Zeit der Sehnsucht spielte, brachte ihm seinen ersten Erfolg. Es folgten Gastauftritte in einigen Serien und Nebenrollen in Filmen. In der kurzlebigen Serie Keen Eddie spielte er die Hauptrolle, für die er 2003 für einen Teen Choice Award als Choice TV Breakout Star - Male nominiert war.
Valleys bekannteste Rolle ist die des Anwalts Brad Chase in Boston Legal, die er von 2004 bis 2007 spielte. Hierfür wurde er 2006, 2007 und 2008 zusammen mit dem Serien-Ensemble dreimal für einen Screen Actors Guild Award nominiert. In J. J. Abrams’ Serie Fringe – Grenzfälle des FBI stellte er John Scott dar. Ab 2010 spielte Valley die Hauptrolle des Christopher Chance in der Serie Human Target, die auf dem gleichnamigen Comic basierende Serie kam auf zwei Staffeln.
Ab September 2011 war Valley nach Boston Legal erneut als Anwalt in einer David-E.-Kelley-Serie zu sehen, in Harry’s Law spielte er ab der zweiten Staffel die Hauptrolle des Oliver Richard. Nachdem Harry’s Law nach der zweiten Staffel eingestellt worden war, übernahm Valley in der dritten Staffel von Body of Proof eine Hauptrolle. 

## Filmografie (Auswahl)
Filme
- 1993: … und der Himmel steht still (The Innocent)
- 1998: Ausnahmezustand (The Siege)
- 2007: Business Class
- 2012: Stolen
- 2012: Zero Dark Thirty
- 2015: The Lost Boy

Serien
- 1994–1997: Zeit der Sehnsucht (Days of our Lives, 36 Folgen)
- 2001: CSI: Vegas (CSI: Crime Scene Investigation, Folge 1x13)
- 2001: The Lone Gunmen (Folge 1x04)
- 2000–2003: Emergency Room – Die Notaufnahme (ER, 5 Folgen)
- 2003–2004: Keen Eddie
- 2004: 4400 – Die Rückkehrer (The 4400, Folgen 1x04–1x05)
- 2004–2007: Boston Legal (Folgen 1x01–4x02)
- 2006, 2008: Emilys Liste (Emily’s Reasons Why Not, 2 Folgen)
- 2008–2009: Fringe – Grenzfälle des FBI (Fringe, 7 Folgen)
- 2010–2011: Human Target (Folgen 1x01–2x13)
- 2011–2012: Harry’s Law (Folgen 2x01–2x22)
- 2013: Body of Proof (Folgen 3x01–3x13)
- 2013: SOKO Stuttgart (Folge 5x02)
- 2014: Crisis (8 Folgen)
- 2014: Hot in Cleveland (Folge 5x10)
- 2014–2015: CSI: Vegas (CSI: Crime Scene Investigation, 4 Folgen)
- 2017: Bloodline
- 2018: The Flash (Folge 4x10)
- 2019: Blood & Treasure